# Кліматична діаграма

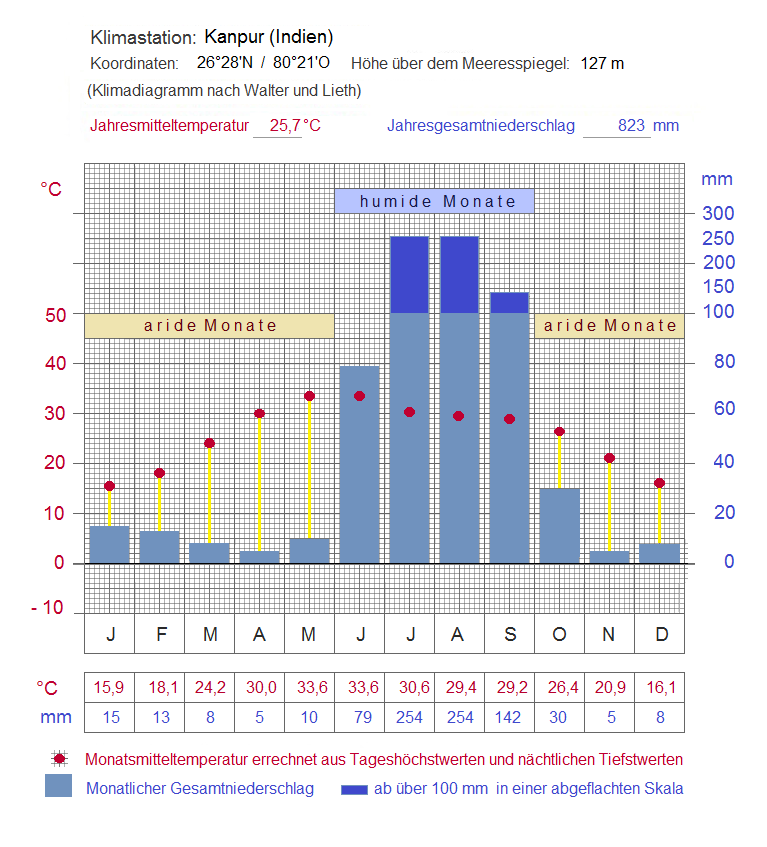
Німецька кліматична діаграма для індійського міста Канпур

Кліматична діаграма, кліматограма, клімаграма (від «клімат» та «(діа)грама») — графічне представлення річного ходу двох або більше елементів клімату. Як правило, використовують поєднання ходу температури повітря і атмосферних опадів, часто доповнюючи показниками максимальної, мінімальної, середньої максимальної та середньої мінімальної температури, коефіцієнтами випаровуваності, зволоження.

## Структура
Кліматограма, як правило, є набором гістограм (12 блоків, за числом місяців у році), або ліній ходу показників кліматичних елементів. Знизу відкладають час із літерним позначенням місяців, ліворуч — значення температури повітря (температурна шкала), праворуч — кількість атмосферних опадів (шкала опадів). Червоним позначають хід середніх значень температури, синім — атмосферних опадів. Для температури графічно виділяють перехід через 0 °C, тобто морозний період. Його можна позначити на температурній кривій синім (або чорним) кольором, горизонтальною лінією. Висота стовпчиків показує кількість атмосферних опадів за місяць. Окремим числом подають річну кількість атмосферних опадів. Обчисливши коефіцієнт випаровуваності, можна графічно показати посушливі та дощові сезони. Окрім того для пункту спостереження подають висоту над рівнем моря.

## Метод клімаграмГенріха Вальтера

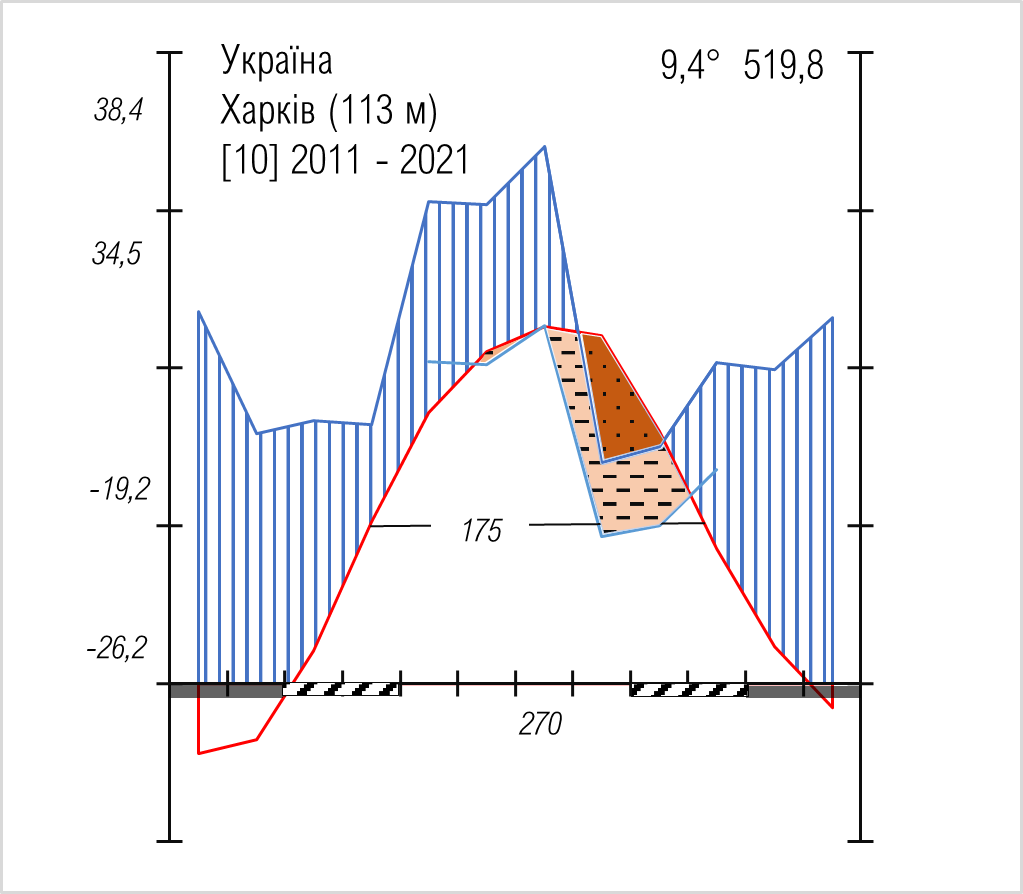
Клімадіаграма сучасного клімату Харкова (за методом Генріха Вальтера)

Метод графічного відображення клімату, що дозволяє виокремлювати характерні ознаки клімату території, шляхом зіставлення шкал усереднених даних погоди – температури та опадів у відповідних пропорціях. В залежності від ходу кривих, залежить визначення зволоженості досліджуваної території. 
Ділиться вона на такі періоди:
- перезволоженість – середньомісячна сума опадів перевищує 100 мм
- достатня зволоженість – крива опадів 1:2 (за Ґоссеном) над кривою температури
- часткова посуха – крива опадів 1:3 (за Селяніновим) під температурною кривою
- посуха – крива опадів 1:2 під кривою температури

Пропорції відображають співвідношення середньомісячної температури до середньомісячної суми опадів, тобто одне ділення на шкалі температури (з лівого боку) відповідає 10 °С, а одне ділення на шкалі опадів відповідає 20 мм (1:2) та 30 мм (1:3). Проте, на відміну від 1:2, 1:3 застосовують лише для територій степної зони або коли майже не спостерігається посушливий період. Відповідно по вертикалі відображається інтенсивність, а по горизонталі – тривалість. Перезволоженість не має суттєвої ваги на життєдіяльність рослин, адже основна частина «надмірних» опадів переходять у поверхневий стік. В той час як посуха або часткова посуха є явищем, на яке треба звертати достатньо уваги, адже вони є загрозою втрати життєдіяльності для певних видів рослин, внаслідок зниження гідратури.
Поміж вищезазначеного, на клімаграмі відображається тривалість та режим холодного періоду року, тобто коли середня температура (середньодобова або абсолютна) перевищує 0 °С.
Місцевостям із достатньою зволоженістю впродовж року можуть бути характерні різні типи клімату, і тому для визначення можливості росту листяних та хвойних дерев визначається додатковий параметр, як вегетаційний період, що відображається на клімграмі в межах кривої температури на рівні 10 °С для усіх природних зон, окрім зони субарктичних листяно-кедрових лісів, де його тривалість визначається на рівні -10 °С.
Вищесказане є базовими характеристиками, що враховуються при аналізі клімаграм. Поміж цього клімаграма доповнюється іншими атрибутами, такими як середньорічна кількість опадів, середньорічна температура, назва країни та метеостанції (міста) її висота над рівнем моря, період (кількість років) спостережень за температурою та опадами відповідно, абсолютний та середньодобовий максимум та мінімум температур найтеплішого або найхолоднішого місяця відповідно.